# Take.1 Are You There?
Take.1 Are You There? — второй студийный альбом южнокорейского бойз-бенда Monsta X. Альбом был выпущен 22 октября 2018 года компанией Starship Entertainment и распространён компанией Kakao M. Альбом состоит из десяти треков включая ведущий «Shoot Out».

## Выпуск и продвижение
7 октября 2018 года в социальных сетях Monsta X появилось расписание их грядущего возвращения. Согласно ему, с 8 по 14 октября выходили концепт-фотографии к альбому. 15 октября группа продемонстрировала специальный фильм, приуроченный к выходу альбома, 17 октября был показан трек-лист, а 19 октября трейлер к музыкальному видео для ведущего сингла «Shoot Out». 21 октября было выпущено превью к альбому, а 22 октября вышла сама пластинка вместе с экранизацией на ведущую композицию «Shoot Out». Альбом вышел в виде CD-диска в четырёх разных версиях.
После выхода альбома группа начала продвигаться с ведущей песней на корейских музыкальных шоу. Группа одержала впервые четыре победы с песней, до этого они победили только по одному разу с синглами «Dramarama» и «Jealousy». «Shoot Out» попала на 23 место в чарте Billboard Korea K-Pop Hot 100, а в World Digital Songs на шестое.  6 ноября Billboard сообщил, что группа записала английскую версию композиции и впервые продемонстрирует её на американской радиостанции 102.7 KIIS FM, 9 ноября вышел сам трек, он является первым английским синглом в истории группы.

## Содержание
Открывающая композиция является интро: «Intro: Are You There?», в ней содержатся семплы голосов участников группы Кихёна и Чжухона. Мелодия написана в жанре EDM, а также в интро содержится звучание фортепиано. «Underwater» тоже является EDM, но уже в более тяжелом звучании. В ней читает рэп Чангюн и Чжухон про «эмоциональное безумие, испытываемое при расставании». «Shoot Out» ведущая композиция, сочетающая в себе трэп, рок-припев и фьюче-бейс. Команда Monsta X назвала темой композиции: «Свет и тьму, добро и зло, жизнь и смерть и все, что на границе». В «Heart Attack» есть «пульсирующая мелодия». В написании «I Do Love U» принимали участие Вонхо, Кихён, Минхёк, Чжухон и Чангюн. «Mohae» композиция, спродюсированная Чангюном. Другой участник Хёнвон назвал её «идеальной песней» для прослушивания во время полёта. В песне «Oh My!» звучит музыкальный инструмент флейта. В «Myself» — баллада с элементами рок-н-ролла и гранжа, с повторяющимся барабанным ритмом и гитарными риффами в куплетах. В лирике композиции рассказывается о боли после расставания и воспоминаниях о бывшем партнёре. «By My Side» «успокаивает» — сказал продюсер песни Чжухон в интервью BuzzFeed. Закрывающий трек альбома «Spotlight» является переводом песни с дебютного японского альбома группы Piece. Чжухон, Вонхо и Чангюн перевели песню на корейский язык.

## Реакция

### Коммерческий успех
Альбом дебютировал в четырех чартах Billboard. В чарте Japan Hot Albums Billboard Japan на 41 месте, в Independent Albums на 24, World Albums на седьмом, а в Heatseekers Albums на шестом. Пластинка также имела коммерческий успех в странах Азии. В Южной Корее он дебютировал на первом месте в чарте Gaon, а также получил золотую сертификацию, в Японии альбом попал в чарт Oricon на седьмое место.

### Реакция критиков
Take.1 Are You There? был положительно оценён критиками. Они добавляли альбом в список лучших k-pop альбомов года. Джесс Лау из The 405 оценила альбом на 7 из 10, она написала, что альбом «обещает новые звуки, не заходя слишком далеко в неизведанные земли». Кейтлин Келли из Billboard добавила релиз в список «20 лучших K-pop альбомов 2018 года: выбор критиков», она считает, что «этот хип-хоп бой-бэнд знает, как остыть после выброса адреналина». Натали Морен из Refinery29 также добавила альбом в список «12 лучших K-pop альбомов 2018» она отмечает, что до 2018 года включительно, звучание группы было доведено до совершенства. Риддхи Чакраборти в списке «10 лучших K-pop альбомов 2018» от Rolling Stone India пишет: «Monsta X доказывают, что в долгую игру стоит играть, и, наконец, создают для себя надежную идентичность со своим вторым студийным альбомом».

### Награды и номинации
| Номер              | Год    | Премия      | Номинация             | Результат | Прим   |
| Альбом             | Альбом | Альбом      | Альбом                | Альбом    | Альбом |
| ------------------ | ------ | ----------- | --------------------- | --------- | ------ |
| Golden Disk Awards |        |             |                       |           |        |
| 33-ая              | 2019   | Диск Бонсан | Take.1 Are You There? | Победа    | [ 19 ] |

## Список композиций
| №                   | Название                     | Текст песни                       | Музыка                                      | Аранжировка                               | Длительность |
| ------------------- | ---------------------------- | --------------------------------- | ------------------------------------------- | ----------------------------------------- | ------------ |
| 1.                  | «Intro: Are You There?»      |                                   | Stereo14                                    | Stereo14                                  | 1:01         |
| 2.                  | «Underwater»                 | Brother Su, Чжухон, I.M           | Caesar & Loui, Brother Su                   | Caesar & Loui                             | 3:46         |
| 3.                  | «Shoot Out»                  | Со Джи-Ым, Чжухон, I.M            | Даниэль Ким, Stereo14 ,Ti                   | Stereo14, Ti                              | 3:27         |
| 4.                  | «Heart Attack»               | Вонхо, Чжухон, I.M                | A-Dee, Дрю Райан Скотт                      | A-Dee                                     | 3:19         |
| 5.                  | «I Do Love U»                | Вонхо, Кихён, Минхёк, Чжухон, I.M | Вонхо, Ан Сонхён, Шин Кихён                 | Вонхо, Ан Сонхён, Шин Кихён               | 3:46         |
| 6.                  | «Mohae»                      | I.M, Чжухон, Yoonseok, Wooki      | I.M, Юнсок, Wooki                           | I.M, Юнсок, Wooki                         | 3:30         |
| 7.                  | «Oh My!»                     | Ли Саран, Чжухон, I.M             | Мария Маркус, Альбин Нордквист, Брэд.К      | Альбин Нордквист                          | 3:43         |
| 8.                  | «Myself»                     | Zaya (153/Joombas), Чжухон, I.M   | Zaya (153/Joombas), Jeff Lewis              | Хёк Шин (153/Joombas), MRey (153/Joombas) | 4:12         |
| 9.                  | «By My Side»                 | Чжухон, 9F, I.M                   | Чжухон, 9F                                  | Чжухон, 9F                                | 3:43         |
| 10.                 | «Spotlight (Korean Version)» | Вонхо, Чжухон, I.M                | Альбин Нордквист, Адриан Маккиннон, GASHIMA | Альбин Нордквист                          | 3:56         |
| Общая длительность: | Общая длительность:          | Общая длительность:               | Общая длительность:                         | Общая длительность:                       | 34:25        |

## Чарты и сертификации

### Чарты
| Чарт (2018)                        | Высшая позиция |
| ---------------------------------- | -------------- |
| French Digital Albums (SNEP)       | 92             |
| Japanese Albums (Oricon)           | 7              |
| Japan Hot Albums (Billboard Japan) | 41             |
| South Korean Albums (Gaon)         | 1              |
| US Heatseekers Albums (Billboard)  | 6              |
| US Independent Albums (Billboard)  | 24             |
| US World Albums (Billboard)        | 7              |

### Ежемесячный чарт
| Чарт (2018)                | Позиция |
| -------------------------- | ------- |
| South Korean Albums (Gaon) | 2       |

### Итоговый годовой чарт
| Чарт (2018)                | Позиция |
| -------------------------- | ------- |
| South Korean Albums (Gaon) | 19      |

### Продажи и сертификации
| Регион                  | Продажи | Сертификация |
| ----------------------- | ------- | ------------ |
| Япония (Oricon)         | 10,592  | —            |
| Республика Корея (Gaon) | 240,964 |              |